# Traszka Waltla
Traszka Waltla, salamandra Waltla (Pleurodeles waltl) – gatunek płaza ogoniastego z podrodziny Pleurodelinae w rodzinie salamandrowatych (Salamandridae). Największy europejski płaz ogoniasty. Bardzo popularny wśród akwarystów ze względu na niewygórowane wymagania. 
Płaz ten znany jest również jako żebrowiec Waltla. Nazwa ta związana jest z widocznymi na jego ciele pomarańczowymi brodawkami, przez które wyczuć można zakończenia żeber.

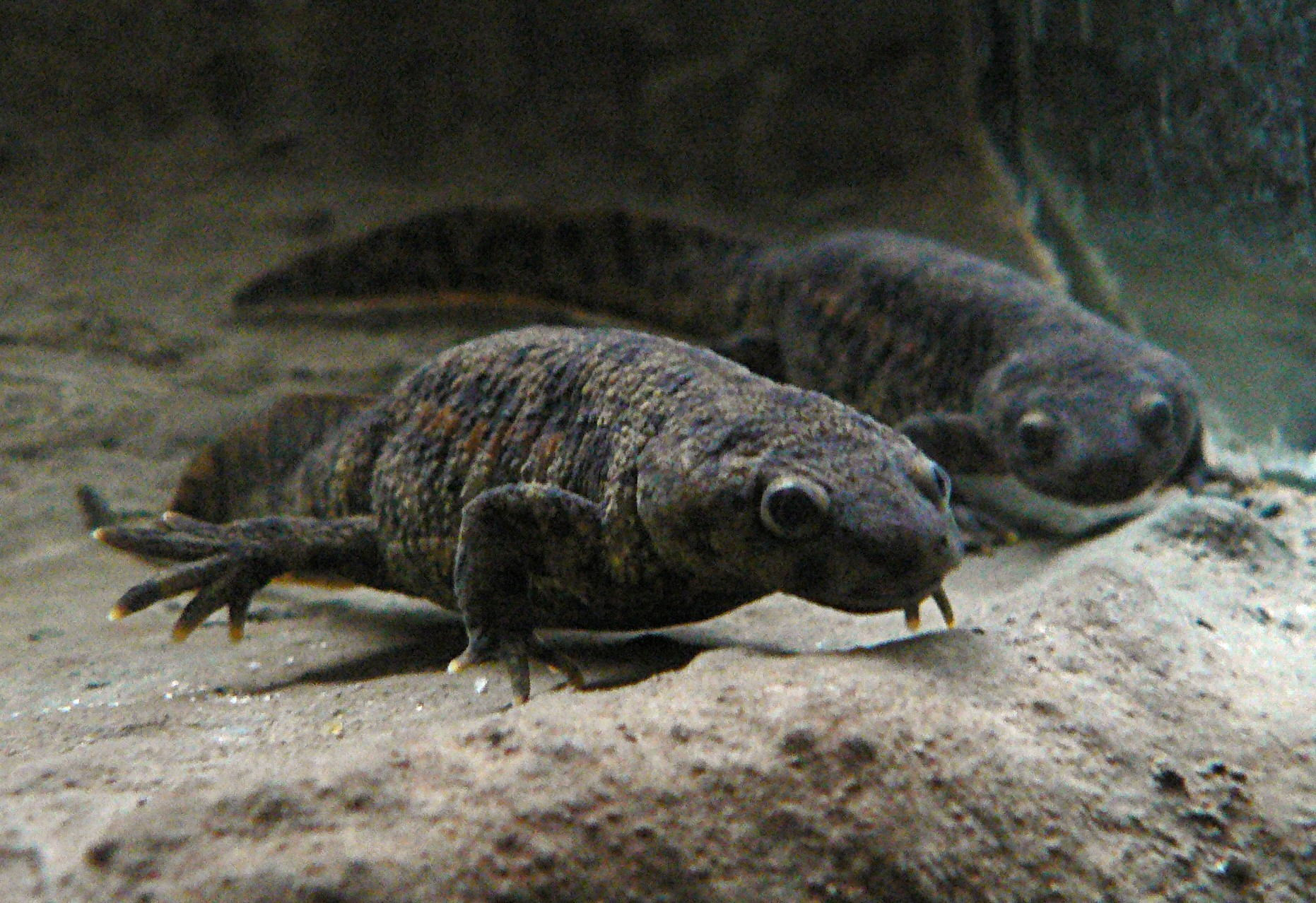
Salamandry Waltla w zoo w Budapeszcie

## Występowanie
Występuje na Półwyspie Iberyjskim (w Hiszpanii i Portugalii) oraz w północnym Maroku. Występuje od poziomu morza do 2100 m n.p.m., ale powyżej 900 m n.p.m. jest rzadki.

## Środowisko
Wolno płynące rzeki, jeziora i sztuczne zbiorniki wodne.

## Zachowanie
Dni spędza ukryta w wodorostach, żeruje po zmierzchu. Środowisko wodne opuszcza zazwyczaj tylko w przypadku wyschnięcia zbiornika. Na lądzie zazwyczaj ukrywa się pod kamieniami. W momencie zaatakowania żebra przebijają skórę, znajdują się tam gruczoły z trującą substancją.

## Rozmnażanie
Dwa razy w roku – wczesną wiosną i latem. Samica składa do 1000 jaj i przyczepia do roślin wodnych. Wyklute z jaj larwy cechują się dużym apetytem i rozwijają się bardzo szybko.

## Akwarystyka
W niewoli potrafi przeżyć nawet do 20 lat. Może być karmiona larwami i dżdżownicami, ale także kawałkami chudego mięsa.